# Roosevelt-wapiti
De Roosevelt-wapiti (Cervus canadensis roosevelti) is een ondersoort van de wapiti. Het is de grootste ondersoort van de vier nog levende Noord-Amerikaanse ondersoorten van de wapiti naar lichaamsgewicht. Volwassen mannetjes wegen 320-540 kg. Het leefgebied omvat de gematigde regenwouden van de Pacific Northwest, inclusief delen van noordelijk Californië. De ondersoort is geïntroduceerd op een drietal eilanden van Alaska (Afognak, Kodiak en Raspberry Island) in 1928 en aan de Sunshine Coast van Brits-Columbia vanaf Vancouvereiland in 1986. Ook is de soort geïntroduceerd op Etolin Island en leeft ze in de South Etolin Wilderness.

## Naam en bescherming
In december 1897 vernoemde zoöloog Clinton Hart Merriam de ondersoort naar zijn vriend Theodore Roosevelt, op dat moment onderminister van de Marine. De wens om de Roosevelt-wapiti te beschermen was een van de belangrijkste redenen voor de oprichting van Mount Olympus National Monument in 1909 door president Theodore Roosevelt. Later, in 1937, bezocht president Franklin D. Roosevelt de regio en hij zag de naar zijn familie vernoemde wapiti. Het jaar erna creëerde hij het Olympic National Park.

## Beschrijving
De Roosevelt-wapiti wordt ongeveer 1,8-3,0 m lang en heeft een schofthoogte van 0,76-1,71 m. Mannetjes wegen over het algemeen tussen de 320 en 500 kg, terwijl vrouwtjes 261-283 kg wegen. Sommige volwassen mannetjes van Raspberry Island in Alaska wogen bijna 590 kg. Hoewel het de grootste wapiti-ondersoort is naar lichaamsmassa, zijn de Rocky Mountain-wapiti's naar geweigrootte groter.

## Dieet
Van de later lente tot de vroege herfst voedt de Roosevelt-wapiti zich met kruidachtige planten, zoals grassen en cypergrassen. Gedurende de wintermaanden, voedt het zich met houtachtige planten, waaronder Viburnum trilobum, vlierbes, Oplopanax horridus, en nieuw geplante kiemplanten (douglasspar en reuzenlevensboom. De Roosevelt-wapiti eet ook varens, bosbessen, paddenstoelen, korstmossen en prachtframboos.

## Leeftijd
In het wild worden Roosevelt-wapiti's zelden ouder dan 12 tot 15 jaar, maar in gevangenschap kan dat meer dan 25 jaar zijn. In 2018 had de New York State Zoo een Roosevelt-wapiti, Rosie, die 26 jaar werd in dat jaar.